# هانکوک تایر
هانکوک تایر (به کره‌ای: 한국) با نام کامل تایر و فناوری هانکوک شرکت تایرسازی کره‌ای است، که به‌عنوان هفتمین تولیدکننده بزرگ تایر در جهان شناخته می‌شود.
شرکت هنکوک در سال ۱۹۴۱ تأسیس شد و هم‌اکنون سالانه بیش از ۵۰ میلیون تایر به‌فروش می‌رساند و کارخانجات تولیدی آن در کشورهای کره جنوبی، ایالات متحده آمریکا، چین، اندونزی و مجارستان مستقر می‌باشند.
دفتر مرکزی این شرکت در شهر سئول و مرکز فنی آن در شهر ته‌جون قرار دارد و بخشی از سهام آن در بازار بورس کره معامله می‌شود. 
هانکوک همچنین جوایز متعددی را برای تایرهای مفهومی خود دریافت کرده است.